# Turek (gmina wiejska)
Turek – gmina wiejska w Polsce położona w województwie wielkopolskim, w powiecie tureckim. W latach 1975–1998 gmina administracyjnie należała do województwa konińskiego.
Siedziba gminy to Turek.
Według danych z 30 czerwca 2004 gminę zamieszkiwały 7404 osoby.

## Struktura powierzchni
Według danych z roku 2002 gmina Turek ma obszar 109,42 km², w tym:
- użytki rolne: 69%
- użytki leśne: 24%

Gmina stanowi 11,77% powierzchni powiatu.

## Demografia

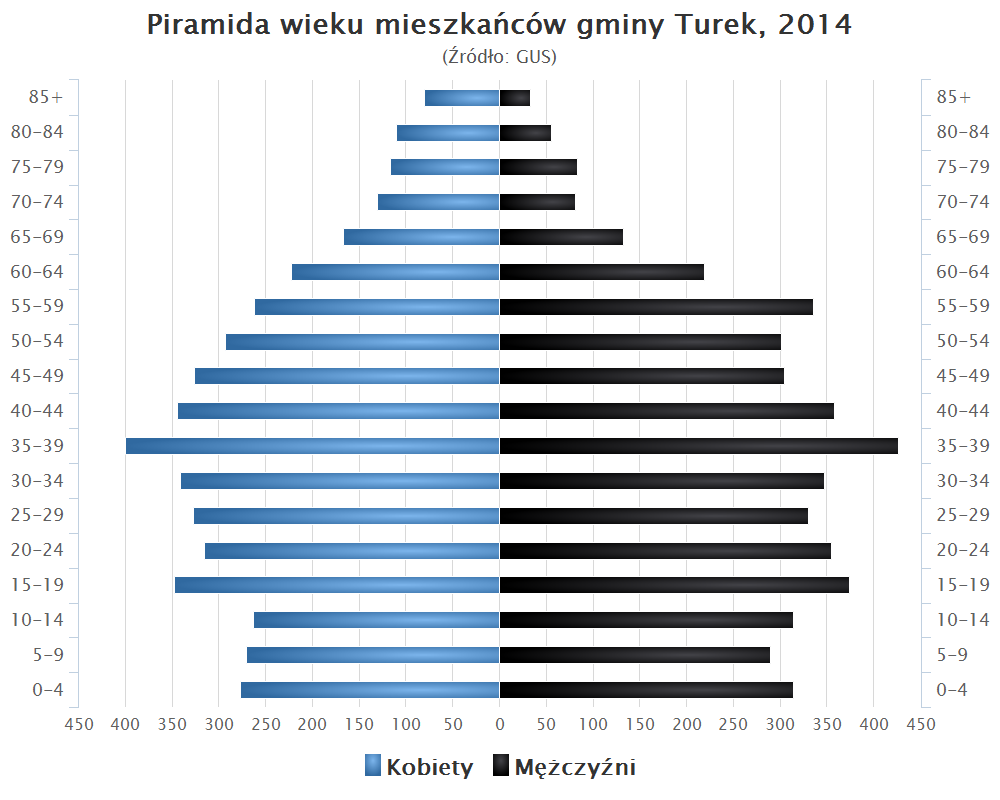
Piramida wieku mieszkańców gminy Turek w 2014 roku

Dane z 30 czerwca 2004:
| Opis                              | Ogółem | Ogółem | Kobiety | Kobiety | Mężczyźni | Mężczyźni |
| --------------------------------- | ------ | ------ | ------- | ------- | --------- | --------- |
| jednostka                         | osób   | %      | osób    | %       | osób      | %         |
| populacja                         | 7404   | 100    | 3701    | 50      | 3703      | 50        |
| gęstość zaludnienia (mieszk./km²) | 67,7   | 67,7   | 33,8    | 33,8    | 33,8      | 33,8      |

## Ochotnicza Straż Pożarna
- - OSP Cisew,
  - OSP Kaczki Średnie,
  - OSP Kalinowo,
  - OSP Kowale Księże,
  - OSP Szadów Pański,
  - OSP Słodków,
  - OSP Turkowice,
  - OSP Wietchinin,
  - OSP Żuki[4]

## Sąsiednie gminy
Brudzew, Dobra, Kawęczyn, Malanów, Przykona, Tuliszków, Turek, Władysławów